# Zona caliente
Zona caliente es el título en castellano de un libro de suspenso científico publicado en 1994 por el periodista y escritor estadounidense Richard Preston. La edición original en inglés, titulada The Hot Zone: A Terrifying True Story, corrió a cargo de la editorial Anchor Books, mientras que para el ámbito hispano fue Emecé Editores quien se hizo con los derechos de traducción. En la jerga militar estadounidense, la expresión zona caliente sirve para designar el área del laboratorio de investigación epidemiológica donde los científicos investigan los virus más letales.

## Género narrativo
La narración, que alcanzó un notable éxito de ventas, se encuadra dentro del género del suspense científico y describe las circunstancias que rodearon los episodios de infecciones por fiebres hemorrágicas virales causadas por el virus del Ébola y el virus de Marburgo, así como sus devastadores efectos en algunos de los protagonistas y en la población centroafricana, en la década de 1980. Está inspirada en un artículo del propio Preston publicado en 1992 en el New Yorker titulado Crisis in the Hot Zone.
Debido a la descripción pormenorizada de los efectos de las enfermedades tropicales exóticas, junto con la revelación de que el ébola había aparecido en la localidad de Reston, a escasos kilómetros de Washington D. C., Zona caliente fue aclamado por un sector de la crítica de Estados Unidos como una radiografía sobrecogedoramente precisa del virus y de sus efectos en los seres humanos. Precisamente el uso de un estilo literario tachado de excesivamente «fabulado» para abordar descripciones científicas granjeó al autor valoraciones negativas por parte de un sector de la crítica, que le acusaba de dramatizar en exceso los efectos del agente infeccioso y de adornar los hechos con pormenores fruto de su propia imaginación. Anticipándose a la previsible controversia que la publicación podría suscitar entre la comunidad científica más ortodoxa, Richard Preston incluyó al principio del libro («Al lector»,  p. 6) una nota en la que se proponía despejar cualquier duda:

«Este libro no es inventado. Lo que se cuenta es verdad y las personas son reales. A veces he cambiado los nombres de los personajes que acabaron siendo víctimas, incluidos Charles Monet y Peter Cardinal, pero los personajes principales aparecen con su nombre auténtico. 
Los diálogos se han reconstruido a partir de los recuerdos de los participantes. En determinados momentos describo los pensamientos de alguna persona. En estos casos me baso en entrevistas en que los entrevistados recordaban sus pensamientos, a menudo repetidas veces, entrevistas seguidas de sesiones de verificación en que los individuos confirmaban sus recuerdos. Si se pregunta a una persona: “¿En qué piensa?”, tal vez se obtenga una respuesta más rica y más reveladora de la condición humana que todos los “flujos de conciencia” imaginados por los novelistas. He intentado leer el pensamiento de las personas en su rostro y adentrarme en su vida a través de sus palabras, y lo que he encontrado está más allá de lo imaginable».

## Estructura
La novela está dividida en cuatro partes:
1. «La sombra del monte Elgón»
2. «La casa de los monos»
3. «La operación»
4. «La cueva de Kitum»

La primera parte se desarrolla en África y describe los dramáticos casos de los primeros seres humanos afectados por el virus. La segunda y la tercera se trasladan a Reston, una localidad del estado norteamericano de Virginia situada a quince kilómetros de Washington. Allí, en las instalaciones de una empresa dedicada la importación de monos para investigación, se detectó a finales del año 1989 el primer brote de ébola registrado fuera del continente africano. Por último, en la parte cuarta, «La cueva de Kitum», la narración vuelve a África para centrarse en la búsqueda del caso índice.

### Virus y ecología
La última parte de la obra combina la narración (contada en primera persona) del regreso a la cueva de Kitum, en el monte Elgón, con reflexiones sobre una hipotética «función ecológica» de los virus. Preston aventura aquí una interpretación sobre la correlación entre la emergencia de virus letales para la especie humana y la conservación del medio:

La aparición del sida, del ébola y de otros agentes originarios del bosque húmedo parece ser consecuencia natural de la destrucción de la biosfera tropical. Los virus emergentes salen a la superficie desde las partes ecológicamente más amenazadas. […] En cierto modo, la Tierra reacciona inmunológicamente contra la especie humana» (p. 233)

## Adaptación al cine
Tras un proyecto cinematográfico fallido que había reunido a Ridley Scott como director y a Jodie Foster y Robert Redford como actores principales, otro productor, Arnold Kopelson, se interesó por la trama de la novela y emprendió la producción de la película Outbreak (1995). El film, dirigido por Wolfgang Petersen y protagonizado por Dustin Hoffman y Rene Russo, narra las maquinaciones de militares de Estados Unidos en torno a un virus ficticio, rebautizado en la película como “virus Motaba” para evitar litigios.